# 田中友尋
田中 友尋（たなか ともひこ 、1965年10月8日 - ）は、日本の実業家。株式会社ハマ企画の代表取締役社長。

## 来歴
愛知県小牧市出身。江戸時代から続いていた料亭の子どもとして生まれる。中部大学経営情報学部を卒業し、生駒商事に入社。不動産を通して営業を学び、横浜営業所時代にパワハラでパソコン通信に出会い、オンラインによる人との交流に価値を見出す。
1993年、ホームページ制作を副業として開始。
1999年、有限会社ハマ企画に入社。
2000年、株式会社ハマ企画の代表取締役となる

## 著書
今すぐ使えるかんたん Google Workspace 完全ガイドブック 困った解決&便利技 単行本（ソフトカバー）技術評論社, ISBN 4297130084